# Xã Lexington, Quận Le Sueur, Minnesota
Xã Lexington (tiếng Anh: Lexington Township) là một xã thuộc quận Le Sueur, tiểu bang Minnesota, Hoa Kỳ. Năm 2010, dân số của xã này là 707 người.